# اسیر بنیتو
اسیر بنیتو (انگلیسی: Asier Benito؛ زادهٔ ۱۱ فوریهٔ ۱۹۹۵) بازیکن فوتبال اهل اسپانیا است.
از باشگاه‌هایی که در آن بازی کرده‌است می‌توان به باشگاه فوتبال دپورتیوو آلاوس، باشگاه فوتبال نومانسیا، باشگاه فوتبال پومفرادینا، باشگاه فوتبال آستراس تریپولی، و باشگاه فوتبال اتلتیک بیلبائو بی اشاره کرد.